# Мымрин, Михаил Григорьевич
Михаил Григорьевич Мымрин (1918—1984) — советский военный деятель и инженер, один из организаторов системы противоракетной обороны, кандидат технических наук (1952), генерал-лейтенант инженерно-технической службы (1968). Лауреат Государственной премии СССР (1978).

## Биография
Родился 24 октября 1918 года в деревне Быстрово, Вятской губернии.
С 1933 года после окончания с отличием Ижевского коммунально-строительного техникума. С 1937 по 1941 год обучался в Ивановском энергетическом институте.
С 1941 года призван в ряды РККА и направлен для обучения во Владимирское миномётно-стрелковое училище. С 1941 по 1945 год был участником Великой Отечественной войны в составе 23-й танковой бригады 9-го танкового корпуса, 224-го миномётного полка, 11-й миномётной бригады, 12-й артиллерийской дивизии, 4-го артиллерийского корпуса в должностях: командира стрелкового и миномётного взводов миномётной роты, пулемётного батальона, начальник штаба и врио командира миномётного полка. С 1944 года после окончания Высшей офицерской артиллерийской школы Московского военного округа был назначен резервным офицером управления Командующего артиллерией 2-го Белорусского фронта. С 1945 года — командир тяжёлого миномётного дивизиона, 6-й отдельной тяжёлой миномётной бригады, 22-й артиллерийской дивизии РГВК. Воевал на Западном, Центральном, 2-м и 1-м Белорусском фронтах, был участником Орловско-Курской операции и форсировании Днепра, Висло-Одерской операции по освобождению Польши и Берлинской наступательной операции, итогом которой стал штурм и взятие Берлина.
С 1945 по 1949 год обучался на факультете реактивного вооружения Военной артиллерийской инженерной академии имени Ф. Э. Дзержинского. С 1949 по 1951 год на научно-исследовательской работе в Академии артиллерийских наук в должностях научного сотрудника 31-й и 152-й лаборатории и адъюнкта 2-го отдела НИИ-4. С 1951 по 1952 год на научно-исследовательской работе в 708-м научно-исследовательском испытательном центре средств ПВО межвидового назначения в должностях руководителя группы технической команды, руководителя 2-й особой и отдельной команды. С 1952 по 1955 год на службе в Третьем главном управлении при Совете Министров СССР в должностях: начальника военного отдела, заместителя начальника Управления и заместителя начальника главного инженера. С 1955 по 1956 год — главный инженер и заместитель начальника управления специальных войск ПВО СССР. С 1956 по 1982 год на научно-исследовательской работе в 4-м Главном управлении Министерства обороны СССР в должностях: с 1956 по 1964 год — начальник 5-го Управления, где занимался работами по созданию средств и систем предупреждения о ракетном нападении, противоракетной и противокосмической обороны. С 1964 по 1979 год — заместитель начальника 4-го Главного управления Министерства обороны СССР по производству и опытным научно-исследовательским работам и производству (с 1965 года — по научно-исследовательским и опытно-конструкторским работам). С 1979 по 1982 год — заместитель начальника Главного Управления войск ПВО СССР по опытным и научно-исследовательским работам.
В 1978 году Постановлением СМ СССР и ЦК КПСС «За создание и испытание специальной техники» М. Г. Мымрин был удостоен Государственной премии СССР.
Скончался 1 мая 1984 года в Москве, похоронен на Кунцевском кладбище.

## Награды
- Три Ордена Ленина
- Орден Октябрьской Революции
- Орден Красного Знамени (1943 — «За форсирование Днепра»)
- Орден Александра Невского (1944 — «За участие в боях за освобождение Польши»)
- Орден Отечественной войны 1-й степени (1945 — «За участие в штурме и взятии Берлина»)
- Орден Трудового Красного Знамени
- Два Ордена Красной Звезды
- Государственная премия СССР (1978 «За создание и испытание специальной техники»)[1][4]

## Высшие воинские звания
- Генерал-майор инженерно-технической службы (18.02.1958)
- Генерал-лейтенант инженерно-технической службы (19.02.1968)
- Генерал-лейтенант-инженер (18.11.1971)[5]